# システインスルフィン酸
システインスルフィン酸（システインスルフィンさん、Cysteine sulfinic acid）は、システイン代謝の代謝中間体の一つ。システインジオキシゲナーゼ（EC 1.13.11.20）によって生成し、アミノ酸ラセマーゼ（EC 5.1.1.10）によってD-システインに変換される。